# Anna Kingsford
Anna Bonus Kingsford (1846-1888) fue una teósofa inglesa contemporánea de Helena Blavatsky, investigadora del cristianismo esotérico, defensora de los derechos femeninos, el vegetarianismo y ferviente enemiga de la vivisección y la experimentación con animales.

## Biografía
Se graduó en medicina en 1880 (París) y tres años más tarde alcanzaría la presidencia de la Logia de Londres en la Sociedad Teosófica.
Contraria al giro orientalista de la S.T., se opuso a algunos conceptos manejados por Alfred Sinnet en “El Budismo Esotérico” y promovió el estudio de la Tradición Occidental, en especial el Hermetismo y el cristianismo.
Kingsford también afirmaba recibir inspiración mística y revelaciones que fueron compiladas años más tarde por su colaborador Edward Maitland.
La situación de la S.T. la llevó a crear una nueva organización que llamó Hermetic Society (1884).
Su obra The Perfect Way es un clásico de la literatura esotérica cristiana.
Helena Blavatsky se refirió a ella con las siguientes palabras: “Era una teósofa, una verdadera teósofa de corazón; una líder de pensamiento espiritual y filosófico, dotada de los más excepcionales atributos psíquicos”.